# Kaufhaus des Westens

Logo

Il Kaufhaus des Westens ("grande magazzino dell'ovest", con riferimento ai quartieri occidentali della città), noto anche con l'acronimo KaDeWe, è un grande magazzino di Berlino con un assortimento sofisticato e di lusso, fondato da Adolf Jandorf ed inaugurato il 27 marzo 1907. Si trova nel quartiere di Schöneberg, nella Tauentzienstraße all'angolo con Wittenbergplatz, ed è il grande magazzino più famoso di tutta la Germania.
Nel corso della sua storia travagliata è stato ampliato e restaurato più volte; si sono susseguite 5 diverse società madri (dal febbraio 1994 appartiene a Karstadt) e durante la seconda guerra mondiale è stato distrutto da un incendio.
Oggi il Kadewe, con i suoi 60 000 metri quadrati di superficie di vendita, è il grande magazzino più esteso dell'Europa continentale. Il reparto delle specialità gastronomiche costruito negli anni '20, il cosiddetto "Feinschmeckeretage",è particolarmente rinomato: a seguito dell'ampliamento del 1978 è il secondo reparto di generi alimentari più grande di tutti i centri commerciali del mondo.
Dal 2015, il gruppo KaDeWe è di proprietà congiunta del Central Group, un conglomerato internazionale di grandi magazzini con sede in Thailandia  e di Signa Holding, mentre Signa possiede interamente l'edificio KaDeWe, affittandolo all'azienda.
Il 29 gennaio 2024 il gruppo KaDeWe ha dichiarato fallimento a causa del notevole aumento degli affitti richiesti da Signa.

## Storia

### Impero e Repubblica di Weimar: l'era di Jandorf
Fino al 1905 il commerciante Adolf Jandorf, a capo dell'impresa A. Jandorf & Co., aveva aperto sei grandi magazzini per soddisfare i bisogni del ceto medio berlinese. Tuttavia voleva anche offrire un'alternativa che andasse incontro alle necessità dell'élite guglielmina. A partire dal 1905 fondò perciò la sua settima filiale, con il nuovo nome di "Kaufhaus des Westens". Il termine "Kaufhaus" (grande magazzino) avrebbe dovuto differenziarsi dai tipici centri commerciali e dalla vendita all'ingrosso. L'abbreviazione "KaDeWe" è in uso sin dall'inizio.
L'architetto Johann Emil Schaudt venne incaricato della progettazione e realizzazione: elaborò un progetto per un edificio di 5 piani in cemento armato, con una superficie di circa 24 000 m² e in un sobrio stile neoclassico. Il giornalista Leo Colze definì lo stile architettonico un «Rinascimento italiano modernizzato». L'edificio venne ultimato nell'arco di un anno.
L'inaugurazione del KaDeWe ebbe luogo il 27 marzo 1907. Il termine "Westen" fa riferimento ai grandi ampliamenti urbanistici verso Tiergarten, Charlottenburg e Wilmersdorf, realizzati dopo la fondazione dell'Impero tedesco nel 1871 e riuniti sotto la denominazione non ufficiale di Neuer Westen.
Per il suo nuovo grande magazzino, Jandorf si auspicava un riconoscimento ufficiale di un alto rappresentate dell'Impero guglielmino, ma la visita imperiale si fece attendere; tuttavia la permanenza di due giorni del Re siamese Rama V nell'agosto del 1907 fece finalmente la sperata impressione sulla nobiltà e sulla borghesia.
Jandorf concepì il suo grande magazzino sulla base del modello dei centri commerciali americani, riunendo sotto lo stesso tetto molti negozi specializzati divisi in 120 reparti. Nel giro di poco tempo il grande magazzino divenne uno dei luoghi di compere più in voga di Berlino grazie alla sua moderna ed eccellente offerta di merci e servizi.
Nel febbraio del 1901 Hermann Tietz introdusse le Weißen Wochen (precursori dei saldi) per gli elettrodomestici nel suo lussuoso grande magazzino Tietz di Alexanderplatz allo scopo di riattirare i clienti dopo il periodo natalizio. L'introduzione di questi sconti sugli elettrodomestici ebbe gran successo anche al KaDeWe.
Il 2 dicembre 1926 Jandorf mise in vendita la sua impresa A. Jandorf & Co., che a partire dall'anno successivo entrò a far parte del gruppo industriale Hermann Tietz & Co..
Tra il 1929 e il 1930 vennero effettuati lavori di ristrutturazione e di ampliamento seguendo i progetti degli architetti Schaudt e Stroeming. Durante i lavori l'edificio non venne chiuso. Venne costruita una terrazza con giardini pensili e gli ascensori vennero rinnovati e potenziati.

### Il terzo Reich e l'espropriazione
A causa della grande depressione, a partire dal 1929 anche l'impresa ebrea Hermann Tietz & Co. si trovò di fronte a ristrettezze finanziarie.
In seguito all'avvento di Hitler al potere nel febbraio del 1933, il gruppo bancario con a capo la Dresdner Bank, nazionalizzata nel 1932, negò all'impresa un credito di oltre 14 milioni di marchi. La banca si dichiarò disposta a concederle il credito solo alla condizione che il direttore amministrativo fosse ariano. Hugo Zwillenberg, Georg e Martin Tietz vennero messi di fronte al fatto di dovere pagare i propri debiti. L'azienda venne infine espropriata (arianizzazione) e il 31 marzo 1933 il consiglio direttivo della Tietz fu costretto a dimettersi. A causa del boicottaggio a livello nazionale organizzato dal NSDAP contro i magazzini, gli studi legali e gli studi medici di ebrei, anche il KaDeWe rimase chiuso il 1º aprile 1933.
In un primo tempo ci si aspettava che anche il gruppo Tietz venisse smantellato.
Nel suo programma, l'NSDAP richiese lo scioglimento dei grandi magazzini per garantire ai piccoli imprenditori la protezione dalla facoltosa concorrenza. Hitler non voleva sostenere i magazzini in crisi concedendo crediti bancari. Nel luglio del 1933 il ministro dell'economia Kurt Schmitt riuscì a distogliere Hitler da questa idea, dato che troppi fornitori del ceto medio dipendevano dai grandi magazzini. Di conseguenza le banche creditrici si accaparrarono le azioni della Tietz per circa un decimo del loro valore precedente.
Già nell'estate del 1933 cinquecento lavoratori non-ariani vennero licenziati. L'anno successivo i figli di Oscar Tietz, Georg e Martin, furono costretti a cessare l'attività con la minaccia di una revoca dei crediti.

### Il secondo dopoguerra: ricostruzione e ampliamenti
Durante la seconda guerra mondiale, il 23 novembre 1943 un aereo da combattimento americano precipitò sul KaDeWe, che venne ampiamente distrutto nell'incendio. Anche l'archivio venne distrutto. Solamente pochi oggetti del prezioso arredamento non subirono danni. Fino alla riapertura, le vendite si tennero temporaneamente nel Femina-Tanzpalast nella Nürnberger Straße.
Con la fine della guerra nel 1950 i primi due piani vennero ricostruiti sulla base dei vecchi progetti, ma considerevolmente semplificati, sotto la direzione dell'architetto Hans Soll di Francoforte. 180 000 persone parteciparono all'inaugurazione del 3 luglio 1950, quando i prodotti più venduti furono grasso e würstel.
Nel dopoguerra, il grande magazzino copriva soprattutto il fabbisogno dei beni di prima necessità.
Nel '56 vennero terminati i lavori di ricostruzione e l'edificio venne dotato di due piccole hall.
A causa della costruzione del Muro di Berlino e dell'improvvisa separazione di Berlino Ovest dalla sua controparte orientale, dal 13 agosto 1961 non fu più possibile per centinaia di venditrici della DDR lavorare al KaDeWe. Oltre a quelli della DDR, il KaDeWe perse come clienti anche molte famiglie dei quartieri benestanti di Dahlem e Zehlendorf, che abbandonarono la città trasferendosi in Germania Ovest.
Il governo di Bonn finanziò l'enclave di Berlino Ovest con agevolazioni fiscali e sovvenzioni, nel tentativo di provocare un boom edilizio. Nei pressi del KaDeWe venne costruito l'Europa-Center, alto 86 metri e sul tetto del quale dal 1965 splende e ruota la stella della Mercedes-Benz, simbolo della ricchezza dell'Ovest.
Tra il 1967 e il 1978 si susseguirono diversi lavori di ampliamento. Fu solamente negli anni settanta che si ricominciò a offrire una quantità maggiore di merce di lusso; tuttavia ancora nel 1977 un articolo del settimanale Der Spiegel definiva il KaDeWe un «sofisticato negozio di generi alimentari con annesso un modesto centro commerciale».
La partecipazione dell'allora presidente Walter Scheel alla cerimonia d'inaugurazione rivalutò il KaDeWe sul piano politico, sottolineando e rivendicando l'appartenenza di Berlino Ovest alla Repubblica Federale Tedesca.
Da quel momento, il KaDeWe è consigliato in tutte le guide turistiche. Immediatamente dopo la caduta del Muro di Berlino, il Kaufhaus des Westens sperimentò un'affluenza sempre maggiore.

### Dopo la Riunificazione: l'Era di Karstadt
Il KaDeWe appartiene all'azienda Karstadt Warenhaus AG dal 1994. Dal 2004 sono iniziati i preparativi per il suo 100º anniversario, in occasione del quale venne programmata un'ulteriore fase di ristrutturazione e modernizzazione dell'intero edificio, che venne portata a termine nell'autunno del 2007 e per la quale si investì un totale di 46 milioni di euro. Il culmine dei festeggiamenti per il giubileo del KaDeWe è stato raggiunto in occasione della serata di gala del 12 ottobre 2007, a cui parteciparono più di 1500 personaggi celebri dal mondo della politica, dei media e della cultura.
Nelle prime ore del mattino del 26 gennaio 2009 tre uomini fecero irruzione nel KaDeWe e rubarono orologi e gioielli della Christ per un valore di oltre 4 milioni di euro.
Il KaDeWe è considerato uno dei centri commerciali più sorvegliati di tutta Europa. Anche i lavoratori vengono sottoposti a controlli di sicurezza: dopo il lavoro devono lasciare l'edificio attraverso un cavalcavia sulla Passauer Straße, in cui vengono sottoposti a controlli casuali, decisi da un apparecchio il cui segnale indica quali borse e sacchetti controllare.
Dal 2015 la quota di maggioranza (50,1%) del The KaDeWe Group, società che gestisce il grande magazzino e che ne è anche proprietaria, appartiene al Central Group che l'ha acquistata tramite Rinascente.

## Settori di vendita

### Dipendenti
Il personale deve seguire un corso in merito all'approccio coi clienti benestanti. Il legame tra commessi e impresa è dimostrato dalla durata del rapporto di lavoro, che è in media di 14,5 anni. Al 2005 il 70% dei commessi erano di sesso femminile.

### Moda e scarpe
Nel 2005 sono stati costruiti 3 nuovi piani dedicati alla moda, per una superficie totale di 20 000 m² divisa in segmenti rettilinei bianchi e neri. Una parte di questo settore è riservata esclusivamente agli articoli delle più grandi marche.

### Feinschmeckeretage, il reparto delle specialità gastronomiche
Particolarmente rinomati sono il sesto e settimo piano, i cosiddetti Feinschmeckeretage, con una enorme offerta di prelibatezze da tutto il mondo e punti di ristoro esclusivi. È il più grande reparto dedicato alle specialità gastronomiche in Europa e il secondo più grande del mondo. Un punto d'attrazione è in particolare l'Austern-Bar. Coi suoi più di mille posti a sedere, questo reparto del KaDeWe è il più grande ristorante della città.
Dalla fine degli anni '80, il commerciante e gourmet Norbert Könnecke gestisce il reparto della gastronomia del KaDeWe. Oltre alla vendita e alla preparazione di specialità, il KaDeWe offre anche un servizio di catering.

### Dati
Sin dalla creazione del centro commerciale, le varie aziende hanno puntato su quella che secondo loro poteva essere un'offerta di merce costosa, sofisticata e di lusso.
Nel 2005 gli articoli di lusso avrebbero dovuto contribuire al massimo per il 10-15% del fatturato totale. Il centro commerciale oggi ha una superficie di 60 000 m², corrispondente a circa 9 campi da calcio, ed ha un'offerta di oltre 380 000 articoli diversi, in particolare merce sofisticata e di lusso.
È perciò il secondo centro commerciale più grande in Europa, dopo Harrods di Londra con i suoi 92 000 m². Ogni giorno tra i 40 000 e i 50 000 clienti visitano l'esclusivo centro commerciale, nel periodo prenatalizio arrivano anche a 100 000. Il KaDeWe è il terzo punto di attrazione più visitato dai turisti a Berlino, dopo il Reichstag e la Porta di Brandeburgo.
Il gruppo target principale sono oggi i clienti del ceto medio, i quali desiderano comprare merce moderna ed esclusiva. Anche i turisti benestanti costituiscono il 40% della clientela: al 2009, infatti, circa un cliente su due era straniero. Nel 2008 il KaDeWe dava lavoro a più di 2000 persone, delle quali 1600 erano dipendenti propri e circa 500 impiegati di aziende esterne, producendo un fatturato di 300 milioni di euro.